# Jamal Bhuyan

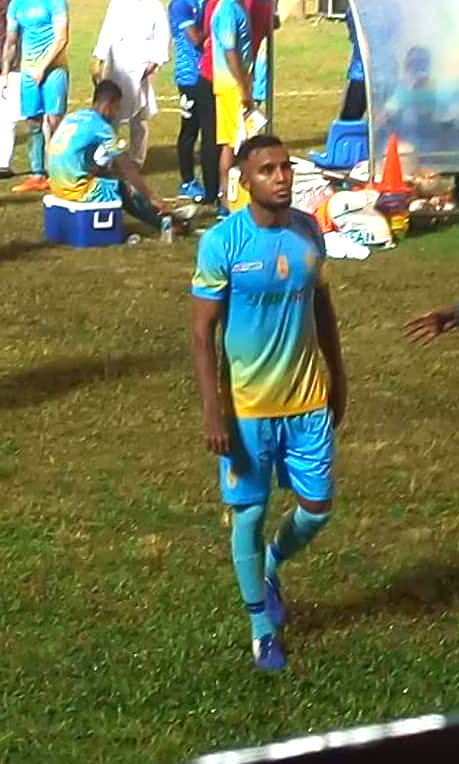
Jamal Bhuyan en 2019 en la Sheikh Kamal International Club Cup.

Jamal Harris Bhuyan (en bengalí: জামাল হ্যারিস ভূইয়া; Copenague, Dinamarca; 10 de abril de 1990) es un futbolista bangladesí nacido en Dinamarca que juega como centrocampista. Actualmente milita en Brothers Union de la Liga Premier de Bangladés, primera división del fútbol bangladesí. Es internacional con la selección de Bangladés, de la cual es capitán y jugador con más presencias en la historia de la selección. 
Fue el primer futbolista bangladesí en la historia en jugar en el fútbol argentino, más precisamente en el Club Sol de Mayo del Torneo Federal A, tercera división del fútbol argentino.

## Carrera

### Divisiones inferiores
A nivel menor jugó para los equipos FC Copenhague y Brondby IF antes de ser profesional.

### Clubes
| Periodo   | Club                             |
| --------- | -------------------------------- |
| 2009–2012 | Hellerup IK                      |
| 2012–2013 | BK Avarta                        |
| 2013–2014 | Avedøre IF                       |
| 2014–2016 | Sheikh Jamal Dhanmondi Club      |
| 2016–2017 | Sheikh Russel KC                 |
| 2017–2022 | Saif SC                          |
| 2019      | → Chittagong Abahani (cedido)    |
| 2020–2021 | → Mohammedan SC Kolkata (cedido) |
| 2022      | Sheikh Russel KC                 |
| 2023-2024 | Club Sol de Mayo                 |
| 2024      | Abahani Limited Dhaka            |
| 2024-Act. | Brothers Union                   |

### Selección nacional
Debutó con Bangladés el 31 de agosto de 2013 ante Nepal por el Campeonato de la SAFF 2013 siendo el primer futbolista naturalizado que juega para Bangladés.
Su primer gol con la selección lo anotó el 13 de noviembre de 2021 en la victoria por 2-1 ante Maldivas en el Torneo Cuatro Naciones.

## Logros

### Internacional
- South Asian Games
  -  (2): 2016, 2019
- Bangabandhu Gold Cup
  -  (1): 2015
- Mujib Borsho FIFA International Football Series
  -  (1): 2020
- Three Nations Cup
  -  (1) : 2021

### Club
Sheikh Jamal Dhanmondi Club
- Bangladesh Premier League: 2015
- Federation Cup: 2014–15
- King's Cup (Bután): 2014

### Individual
- Mejor Jugador de la Bangabandhu Cup 2015[5]
- Mejor Jugador de la King's Cup (Bután) 2014